# Kirby’s Dream Land 2
Kirby’s Dream Land 2 (с англ. — «Страна снов Кирби 2») — компьютерная игра, разработанная HAL Laboratory и выпущенная Nintendo для портативной консоли Game Boy. Впервые выпущена в Японии 21 марта 1995 года, 1 мая 1995 года игра появилась в Северной Америке, а 31 июля 1995 года — в Европе.
Kirby’s Dream Land 2 является сиквелом Kirby’s Dream Land. В игру было добавлено три союзника-животных, помогающих протагонисту в бою. В игру также можно играть на Game Boy Color, при этом в игре будут использоваться дополнительные звуковые эффекты и цветовые схемы. Планировался выход полноценного переиздания на Game Boy Color, названного Kirby’s Dream Land 2 DX, но его выпуск был отменён. В 2012 году игра была переиздана для системы Virtual Console на Nintendo 3DS. Также Kirby’s Dream Land 2 включена в сборник Kirby’s Dream Collection на Wii, посвящённый 20-ти летию Кирби.

## Игровой процесс
Kirby’s Dream Land 2, как и предыдущие игры про Кирби, представляет собой двумерный платформер. Протагонист по имени Кирби может бегать, плавать и взлетать на неограниченную высоту, а также всасывать различные объекты и врагов. Поглотив еду, Кирби восстановит часть своего здоровья. Врага можно выплюнуть, использовав его в качестве снаряда, либо поглотить, ассимилировав его способность — например, ледяное дыхание или возможность превращаться в камень.
Kirby’s Dream Land 2 добавила в игру трёх союзников, помогающих Кирби. На Хомяке Рике (англ. Rick the Hamster) можно ездить верхом, что позволяет быстрее перемещаться и не скользить на льду. Филин Ку (англ. Coo the Owl) помогает Кирби перелетать через бури. Океаническая рыба-солнце Кайн (англ. Kine the Ocean Sunfish) может взять Кирби в рот и помочь ему проплыть против течения под водой. Когда Кирби пользуется помощью животных, его способность меняется: так, если Кирби обладает способностью «искра» (англ. Spark), то после езды на Рике она преобразуется в «луч» (англ. Beam).
Визуально игра выполнена в оттенках серого, однако при игре на Game Boy Color ограниченно используются цвета. Так, уровень Травяная страна (англ. Grass Land) выполнен в оттенках жёлтого цвета, а Большой лес (англ. Big Forest) — зелёного. Кроме того, в игру добавляются дополнительные звуковые эффекты, испольщующие возможности звукового чипа Super Nintendo.
В отличие от оригинальной Kirby’s Dream Land, музыку к Kirby’s Dream Land 2 написали Хирокадзу Андо и Тадаси Икэгами — композиторы HAL Laboratory.

## Сюжет
Сюжет разворачивается вокруг Кирби, жителя Страны снов. Злая сила под названием Тёмная материя (англ. Dark Matter) разрушила Радужные мосты, соединяющие семь островов, взяла под контроль Короля Дидиди и планирует завоевать Страну снов. Кирби с тремя друзьями-животными решает дать Тёмной материи бой.
Кирби сталкивается с одержимым Королём Дидиди и побеждает его. Далее он собирает семь Радужных капель, преобразует их в Радужный меч и с помощью него изгоняет Тёмную материю. Меч превращается в радугу, которая возвращает мир и спокойствие в Страну снов.

## Критика
| Иноязычные издания | Иноязычные издания |
| Издание            | Оценка             |
| ------------------ | ------------------ |
| EGM                | 7,625/10           |
| Famitsu            | 29/40              |
| Jeuxvideo.com      | 17/20              |
| Nintendo Power     | 3,525/5            |
| ONM                | 93/100             |
| Video Games (DE)   | 82 %               |

Kirby’s Dream Land 2 стал бестселлером на Game Boy, во всём мире было продано около 1 миллиона экземпляров. В рецензии от Famicom Tsūshin игре поставлена оценка 29 из 40 баллов. Nintendo Power включил игру в десятку лучших игр для Game Boy/Game Boy Color, похвалив её за возможность ассимилировать способности врагов. Четыре рецензента Electronic Gaming Monthly по-разному оценили игру, но все рекомендовали её к прохождению, отметив хорошую визуальную составляющую и большое разнообразие способностей; суммарная оценка игры составила 7,625 балла из 10. В 2012 году сайт GamesRadar поместил Kirby’s Dream Land 2 на 7 место в списке «Лучших игр серии Kirby» и на 5 место в списке «Лучших игр для Game Boy всех времён». В 2019 году журнал PC Magazine включил Kirby’s Dream Land 2 в список «10 лучших игр для Game Boy».
Kirby’s Dream Land 2 известна как одна из самых сложных игр серии при прохождении на 100 %.

## Заметки
1. ↑  Известная в Японии как Hoshi no Kirby 2 (яп. 星のカービィ2 Хоси но Ка:би: Цу:, «Звезда Кирби 2»)
2. ↑  Nintendo Power дал игре Kirby's Dream Land 2 следующие оценки - 3.8/5 за графику/звук, 3.3/5 за управление, 3.6/5 за сложность, и 3.4/5 за презентацию.